# بخنغب
بَخَنغبَ (بالإنجليزية: Pakhangba)‏، هو إله بدئي، غالبا ما يُصور في شكل تنين، في أساطير ودين الميتيين. صور على شعارات النبالة الخاصة بمملكة مانيبور. ينتشر اعتقاد بين الميتيين بأنَّ سلف إحدى العشائر تجلى في الإله بخنغب.